# Marquesado del Real Tesoro
El marquesado del Real Tesoro es un título nobiliario español creado por el rey Carlos III en 29 de abril de 1760 a favor de Joaquín Manuel de Villena y Guadalfajara, jefe de escuadra de la Real Armada, presidente de la Casa de Contratación de Cádiz y caballero de la Orden de San Juan de Jerusalén.

## Marqueses del Real Tesoro
- Joaquín Manuel de Villena y Guadalfajara, (Salamanca, 21 de diciembre de 1709-Cádiz, 2 de marzo de 1790), I marqués del Real Tesoro.[1]  Era hijo de Juan Manuel de Villena y Rodríguez del Manzano, señor de Sancho Viejo, y de María Francisca Guadalfajara y Nieto.[2] El título le fue concedido como premio por haber usado su propia plata como munición contra los piratas, cuando comandaba la flota real, sin detrimento del tesoro de la Corona.

Casó, en 1760, com Beatriz de Mendoza y Ribera con quien tuvo tres hijas: Teresa (n. 1779), casada con Juan Fajardo, marqués de Espinardo; Josefa (n. 1787), esposa de Francisco Golfín Calderón, conde de la Oliva y marqués de Siete Iglesias, y Francisca Manuel de Villena y Mendoza, casada con Manuel María Jácome y Ricardo, IV marqués de Tablantes, cuyo nieto sucedió en el marquesado del Real Tesoro y fue el cuarto titular. Había dispuesto que le sucediera su sobrino, Juan Manuel de Villena y del Sello, pero este le premurió. Sucedió otro sobrino,  hijo de su hermano Antonio Manuel de Villena y Guadalfajara y su esposa y de Nicolasa de Palma Beloso:
- José Manuel de Villena y Palma (La Habana, 2 de marzo de 1745-Sevilla, 25 de agosto de 1835), II marqués del Real Tesoro,[3] teniente general de la Real Armada, caballero de la Orden de Carlos III y gran cruz de la Orden de San Hermenegildo.

Casó en primeras nupcias, en La Habana, en 1769, con Teresa María Porlier y Zequeira. Contrajo un segundo matrimonio el 6 de febrero de 1804, con Micaela Aguado y Remírez de Estenoz. Casó en terceras nupcias con María de las Mercedes Chacón y Carrillo de Albornoz. En 1837 sucedió su hijo del primer matrimonio:
- Manuel Félix Manuel de Villena y Porlier (La Habana, 16 de abril de 1778-25 de julio de 1866), III marqués del Real Tesoro,[3] capitán de navío de la Real Armada, gentilhombre de cámara del rey y caballero de la Orden de Santiago.[3]

Casó en primeras nupcias con el 19 de marzo de 1809 con su prima Antonia María de Zequeira y Porlier y en segundas nupcias el 13 de marzo de 1829 con María del Pilar Justiniani y Cabrera.
El título quedó vacante durante varios años y fue rehabilitado y en 18 de enero de 1898 por un nieto de Francisca Manuel de Villena y Mendoza, hija del primer titular:
- Juan Jácome y Pareja (San Fernando, 30 de enero de 1843-9 de septiembre de 1924),[4] IV marqués del Real Tesoro[b][5] vicealmirante de la Armada española, comandante de marina, gran cruz de la Orden del Mérito Naval, gran cruz de la Orden de San Hermenegildo, gran cruz de la orden portuguesa de San Benito, comendador de la Orden de Isabel la Católica, gentilhombre de cámara del rey, caballero de la Legión de Honor de Francia, maestrante de Sevilla, etc. Era hijo de Ángel Jácome Manuel de Villena y de María Luisa Pareja y Pareja.[4]

Casó en primeras nupcias el 19 de septiembre de 1878, en Jerez de la Frontera, con Elvira Ramírez de Cartagena y López de Morla. Contrajo un segundo matrimonio con María de los Dolores Solís y Fernández de la Barrera. En 17 de diciembre de 1924, sucedió su hijo:
- Ángel Jácome y Ramírez de Cartagena, V marqués del Real Tesoro.[1]

En 3 de mayo de 1929 sucedió su sobrino, hijo de su hermano José Jácome Ramírez de Cartagena y de Beatriz Manjón Zariátegui.
- Juan Jácome y Manjón, VI marqués del Real Tesoro,[1][7] y II conde de Villamiranda.

En 19 de noviembre de 1959, sucedió:
- Pedro Cervera y García de Paredes, VII marqués del Real Tesoro.[1][8][1]

En 9 de junio de 1975, sucedió su hijo:
- Juan José Cervera y Corbacho, VIII marqués del Real Tesoro.[9]

Sucedió en 1978, por sentencia:
- José Escrivá de Romaní y Mora ,(Barcelona, 24 de junio de 1952[10]-Madrid, 24 de octubre de 2006), IX marqués del Real Tesoro.[1][11] Era hijo de Alfonso Escrivá de Romaní y Patiño, XVII conde de Sástago, grande de España, VI marqués de Monistrol de Noya, XVII barón de Beniparrell, X marqués de Aguilar y IX marqués de Peñalba, y de su esposa María de las Nieves de Mora y Aragón.[10]

Casó, en Madrid el 12 de enero de 1981, con María Morales-Arce y Crespi de Valldaura. Sucedió su hijo en 3 de marzo de 2008:
- Ignacio Escrivá de Romaní y Morales-Arce (n. 30 de diciembre de 1981),[10] X marqués del Real Tesoro.[12]